# Liquéfaction
La liquéfaction est un changement d'état qui fait passer un corps de l'état gazeux à l'état liquide. Elle est la transformation inverse de la vaporisation. 
Bien qu'incorrect selon la terminologie de la thermodynamique, le terme condensation (liquide) est couramment utilisé à la place. Elle peut se produire par compression ou refroidissement d'un gaz. La première industrialisation du procédé par détente de Joule-Thomson est due à Carl von Linde.

## Description

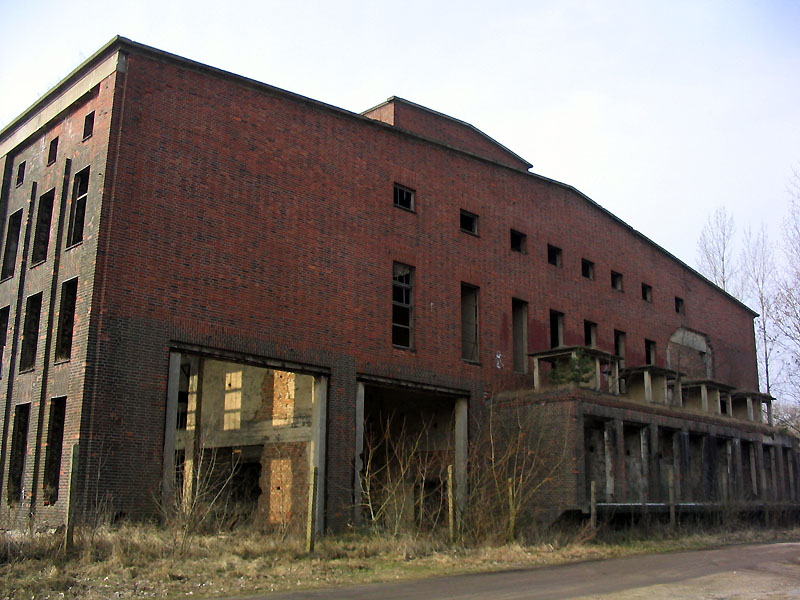
Ruines de l'usine de liquéfaction de Peenemünde II.

Selon le type de gaz ou vapeur la température de liquéfaction varie énormément :
Exemples de gaz liquéfiés : hélium liquide −268,93 °C, hydrogène liquide −252,76 °C, néon liquide -246,053 °C, azote liquide −195,79 °C, oxygène liquide −182,96 °C, gaz naturel liquéfié (composé essentiellement de méthane −161,52 °C) et gaz de pétrole liquéfié (composé essentiellement de propane −42,1 °C et de butane −0,5 °C).
La liquéfaction des gaz a lieu :
- pour réduire leur volume et donc mieux les stocker et les transporter ;
- pour les utiliser dans les différents domaines de la cryogénie.

## En sismologie

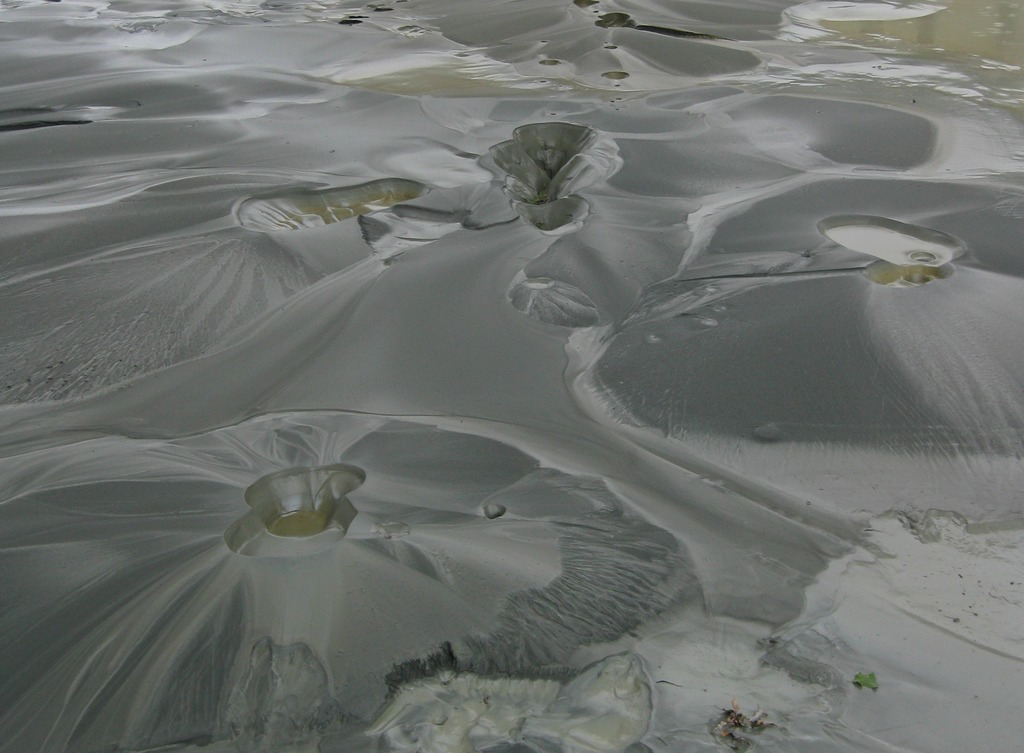
Un résultat de liquéfaction lors du séisme de 2011 en Nouvelle-Zélande.

Lors d'un tremblement de terre de forte amplitude, il existe un phénomène dit de liquéfaction des sols sablonneux.
Les ondes de choc compriment le sol plus vite que l'eau qui ne peut s'échapper faisant ainsi grimper la pression de cette dernière. Plus la pression de l'eau augmente, plus l'eau supporte la charge et moins le sable la supporte. C'est alors que le sol perd sa cohésion et commence à couler comme un liquide. Ce phénomène s'est produit par exemple lors du tremblement de terre de Niigata au Japon en 1964 ou celui de Sendai en 1978.
La liquéfaction est une des observations qui caractérisent le degré VIII de l'échelle macrosismique européenne.
Le terme liquéfaction est donc ici utilisé pour désigner un changement d'état de solide à liquide, tandis qu'en thermodynamique, le terme de fusion est utilisé.